# Saba Aparcaments
Saba Aparcaments és una empresa espanyola amb seu a Barcelona que es dedica al negoci de pàrquings. És present a més de 179 municipis d'Espanya, Itàlia, Portugal, Andorra, Xile, Regne Unit, Txèquia, Eslovàquia i Alemanya. L'any 2023 la companyia disposava de més de 356.000 places distribuïdes en 1079 aparcaments i més de 2150 treballadors.
Des del novembre del 2022 la matriu propietària, Criteria Caixa, va enegegar el procés de negociació de venda parcial l'empresa per un import no anunciat al grup Interparking. La tardor de 2024 es va arribar a un acord de venda.